# Barbagia
La Barbagia (Barbàgia o Barbaza en sardo) es una amplia zona montañosa de Cerdeña central que se extiende en la ladera del macizo de Gennargentu. La zona se compone por el área de distribución del Gennargentu y de Ogliastra, por el Supramonte y por toda la provincia de Núoro hasta Bitti. Confina con las zonas de Gallura, Baronia y con la provincia de Oristán, con el valle del Tirso y con la zona del Sarcidano y abarca un área de casi 1.300 km² con una población de aproximadamente 120.000 habitantes. El pueblo más poblado es Núoro.

## Geografía física

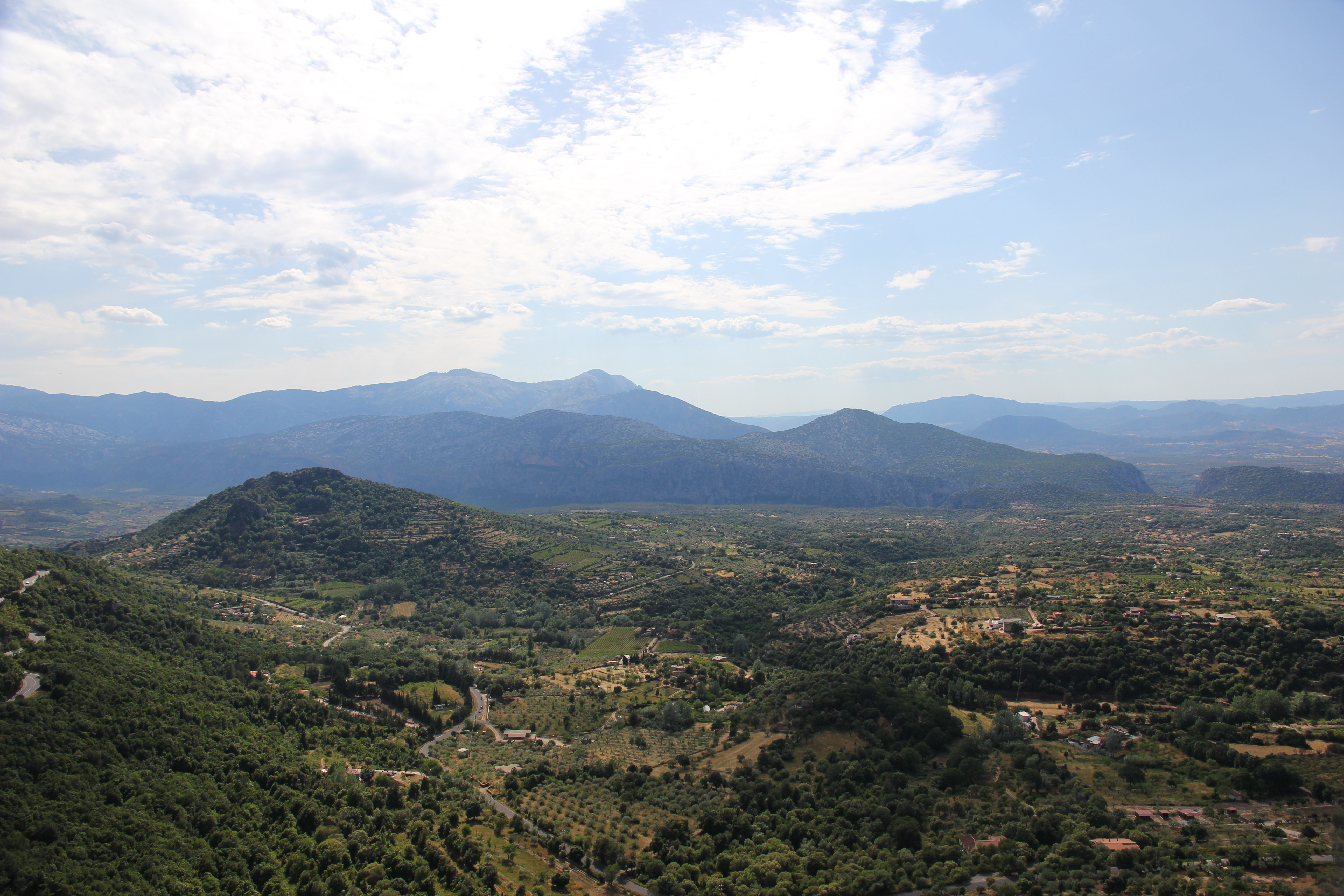
Supramonte en Oliena

El paisaje de la Barbagia es muy variopinto: se puede admirar desde las rocas de granito pasando por las estribaciones del Gennargentu de Ogliastra, el valle del río Rio Pardu, las montañas dolomíticas de Oliena, los valles del Cedrino, los prados de Ollolai, hasta los pastos de la montaña de Seui; para terminar bajando hasta el mar de Baunei. En esta zona hay bosques de encina, enebro, tejo y roble publescente caracterizados por una rica fauna.

## Historia
En la opinión de una discutida tesis del arqueólogo Giovanni Lilliu, la historia sarda a través del tiempo se caracterizó por lo que él definía “costante resistenziale sarda”, es decir, la lucha milenaria lidiada contra los nuevos invasores por los isleños.

### Prehistoria e historia antigua
El asentamiento humano más antiguo de la Barbagia y de toda la Cerdeña procede del Paleolítico superior y fue hallado en la cueva Corbeddu de Oliena. Siguieron en los milenios sucesivos, las varias facies culturales prenurágicas y nurágicas que definen todo el territorio sardo. La colonización cartaginesa no logró penetrar en zonas de montaña de la Cerdeña septentrional y central; entre los indígenas y el pueblo púnico se establecieron relaciones de comercio y convivencia. También las primeras etapas de la dominación romana fueran obstaculizadas extremadamente por los corsos y por los balaros del norte de Cerdeña y, en particular, las poblaciones que vivían en la zona desde bittese al sur del Gennargentu y desde el Marghine-Goceano hasta el golfo de Orosei llamadas "Civitates Barbariae" en edad republicana y "Barbaricini" en edad imperial y vandálica. El topónimo Barbagia deriva del latín Barbaria que se oponía a la Romania, es decir, el resto de la población sarda, bajo dominación directa de Roma.
Los históricos clanes mencionados por los romanos y, probablemente, todos los miembros de la familia de los Ilienses eran:
- los Ilienses o Iolei, localizados en las montañas que van desde el Marghine di Bortigali, nuraghe de Aidu Entos, hasta los picos de Alà, de Benetutti (en las proximidades del valle del Tirso, donde se encontraba el bastión romano de Lesa) y de toda la Ogliastra.
- los Nurritanenses o Nurrenses, ubicados en los territorios de Orotelli y nuorese. En el siglo II d.C.,operaron para el ejército imperial (Cohors I - Nurritanenses) en Mauretania Cesariense.
- Parati, situados en el Monte Albo
- los Sossinati, que vivieron en el Monte Albo
- los Acconiti, que estuvieron en el Monte Albo y en las montañas Remule
- los Cunusitani, posicionados en Fonni
- los Celsitani, colocados en el Gennargentu de Arzana a Ulassai
- los Gallilensi, emplazados en el bajo Flumendosa

Así Diodoro Siculo describe las poblaciones ilienses que, después de abandonar las llanuras y las costas, se refugiaron en la parte interna para escapar de las dominaciones extranjeras:
«Quantunque i Cartaginesi nell'auge somma della loro potenza si facessero padroni dell'isola, non poterono però ridurre in schiavitù gli antichi possessori, essendosi gli Iolei rifugiati sui monti ed ivi, fattesi abitazioni sotto terra, mantenendo in quantità il bestiame, si alimentarono di latte, di formaggio e di carne, cose che avevano in abbondanza. Così,lasciando le pianure, si sottrassero alle fatiche di coltivare la terra e seguitano a vivere sui monti, senza pensieri e senza travagli, contenti dei cibi semplici, come abbiamo detto. I Cartaginesi dunque, sebbene andassero con grosse forze spesse volte contro codesti Iolei, per le difficoltà dei luoghi e per quegli inestricabili sotterranei dei medesimi, non poterono mai raggiungerli ed in tal modo quelli si preservarono liberi. Per la stessa ragione poi, infine, i Romani, potentissimi per il vasto impero che avevano, avendo loro fatto spessissimo la guerra, per nessuna forza militare che impiegassero, poterono giungere a soggiogarli.»
(Diodoro Siculo)
El proceso de "latinización" fue lento e se debió, en particular, a los asentamientos de colonos y a la asignación de las tierras a las poblaciones locales (para hacerlas sedentarias) en edad imperial, al que se remontan los latifundios delimitados por la frontera.
Fue importante también el reclutamiento de la gente en el ejército imperial como mercenarios organizados como auténticas cohortes.

### Edad Media
Ya antes de la caída del Imperio Romano de Occidente, en el 476, Cerdeña fue conquistada por los Vándalos, una población germánica que, después de haber conquistado el África Romana en 430, construyó una poderosa flota con las islas del Mediterráneo Occidental. El poder de los Vándalos en Cerdeña acabó en 534, cuando Justiniano I, emperador de Oriente, logró recuperar la isla del Imperio Romano de Oriente.
Las fuentes históricas más importantes de aquel periodo son constituidas por las declaraciones directas de Procopio y por las 39 cartas de papa Gregorio I (590-604). De las letras del pontífice surge la existencia de dos Cerdeñas diferentes: una influenciada por los romanos, cristiana y romana (la de los Provinciales), y una interna, formada por “cantones”, con poblaciones idólatras y paganas, la Gens Barbaricina, gobernada por el dux Hospitón. Como consecuencia de una continua y tenaz acción diplomática (testimoniada por las cartas mencionadas), en el verano del 594 se llegó a un acuerdo entre Bizantinos y Barbáricos y, entre varios acuerdos, Hospitón aceptó la conversión de su pueblo al cristianismo. Para evangelizar Córcega y Cerdeña, papa Gregorio dejó las dos islas en las manos de los Benedictinos de las islas toscanas, que se quedaron por todo el Medioevo (aunque la cristianización se realizó también por la voluntad de los monásticos griegos-bizantinos: súbditos, basilianos, etc). Los Benedictinos construyeron pequeños monasterios, llamados abbadie, y se ocuparon de la construcción de las pieves (parroquias), de las calles y de los fondos agrícolos.
Barbagia, en la edad de los juzgados (IX-XV siglo d.C), estaba dividida en diferentes Curadorias, administrada por los cuatro juzgados sardos de Torres, Gallura, Arborea y Cagliari. Después de la caída del último juzgado, el de Arborea, la Barbagia se unió definitivamente al resto de la isla dando vida al Reinado de Cerdeña por parte los aragoneses.

## Regiones históricas
Se dividen en:
- Barbagia de Núoro (o Nuorese);
- Barbagia de Bitti (que forma parte de la Barbagia di Nuoro);
- Barbagia de Ollolai (o Barbagia Superiore), al norte del Gennargentu;
- Mandrolisai, al oeste del Gennargentu;
- Barbagia de Belvì (o Barbagia Centrale), al sur del Gennargentu;
- Barbagia de Seùlo (o Barbagia Inferiore), aún más al sur;
- Ogliastra (conocido anteriormente como Barbàgia Trigònia), al este del Gennargentu.

La región pertenece casi por completo a la provincia de Núoro. Junto a Núoro, los pueblos principales son: Sarule, Olzai, Dorgali, Cala Gonone (que pertenece al territorio de Dorgali), Aritzo, Atzara, Belvì, Bitti, Gavoi, Ollolai, Lodine, Fonni, Desulo, Tiana, Ovodda, Orani, Orgosolo, Ortueri, Oliena, Orotelli, Orune, Mamoiada, Meana Sardo, Tonara, Austis, Samugheo, Sorgono. Estas zonas son profundamente conservadoras tanto de su idioma como de sus tradiciones.